# エラ・レインズ
エラ・レインズ（Ella Raines、1920年8月6日 - 1988年5月30日）は、アメリカ合衆国の女優。

## 出演作品
- ハチェット牧場の対決 Ride the Man Down (1952) ※日本劇場未公開
- 壮烈!敵前上陸 Fighting Coast Guard (1951)
- 殺しのミッション A Dangerous Profession (1949) ※日本劇場未公開、テレビ放映時のタイトルは『保釈屋稼業』
- 狂った殺人計画 Impact (1949) ※日本劇場未公開
- ウォーキング・ヒルズの黄金伝説 The Walking Hills (1949) ※日本劇場未公開
- 真昼の暴動 Brute Force (1947)
- ハリーおじさんの悪夢 The Strange Affair of Uncle Harry (1945) ※日本劇場未公開、『ハリー叔父さんの悪夢』のタイトルも。
- 容疑者 The Suspect (1944)
- ルパン登場 Enter Arsene Lupin (1944)
- 拳銃の町 Tall in the Saddle (1944)
- 凱旋の英雄万歳 Hail the Conquering Hero (1944) ※日本劇場未公開、JSB（現WOWOW）で放映、『凱旋の英雄』のタイトルも。
- 幻の女 Phantom Lady (1944)
- 駆潜艇K-225 Corvette K-225 (1943) ※日本初公開時のタイトルは『驅潜艇K-225』